# Croton montevidensis
Espèce
Classification APG III (2009)
Croton montevidensis est une espèce de plantes à fleurs du genre Croton et de la famille des Euphorbiaceae présente au Brésil (Rio Grande do Sul) et en Uruguay.

## Synonyme
- Codonocalyx longifolius Klotzsch ex Baill.
- Codonocalyx montevidensis (Spreng.) Klotzsch ex Baill.
- Croton penaeaceus Baill.
- Oxydectes montevidensis (Spreng.) Kuntze